# Lista över fotbollsövergångar i Superettan 2021
Detta är en lista över fotbollsövergångar i Superettan i Sverige säsongen 2021.

## Superettan

### AFC Eskilstuna

#### Vinterövergångar 2020/2021
| Nr | Land      | Pos | Namn                                                           |
| -- | --------- | --- | -------------------------------------------------------------- |
| -  | Frankrike | MV  | Makan Keita (från Eskilstuna City)                             |
| -  | Sverige   | F   | Jacob Andersson (från FC Linköping City)                       |
| -  | Ghana     | MF  | Lawson Sabah (från FC Linköping City)                          |
| -  | Sverige   | F   | Victor Fors (från IFK Haninge)                                 |
| -  | Sverige   | MV  | Noel Törnqvist (Inlånad från Mjällby AIF)                      |
| -  | England   | A   | Ashley Coffey (från IFK Haninge)                               |
| -  | Sverige   | MF  | Marwan Baze (från IF Sylvia)                                   |
| -  | Sverige   | MF  | York Rafael (från Kalmar FF)                                   |
| 1  | Sverige   | MV  | Anton Miedl-Ohlsson (Återvänder efter lån från IFK Eskilstuna) |
| -  | Sverige   | MF  | Tarik Resic (Återvänder efter lån från Eskilstuna City)        |

| Nr | Land      | Pos | Namn                                                           |
| -- | --------- | --- | -------------------------------------------------------------- |
| -  | Frankrike | MV  | Makan Keita (från Eskilstuna City)                             |
| -  | Sverige   | F   | Jacob Andersson (från FC Linköping City)                       |
| -  | Ghana     | MF  | Lawson Sabah (från FC Linköping City)                          |
| -  | Sverige   | F   | Victor Fors (från IFK Haninge)                                 |
| -  | Sverige   | MV  | Noel Törnqvist (Inlånad från Mjällby AIF)                      |
| -  | England   | A   | Ashley Coffey (från IFK Haninge)                               |
| -  | Sverige   | MF  | Marwan Baze (från IF Sylvia)                                   |
| -  | Sverige   | MF  | York Rafael (från Kalmar FF)                                   |
| 1  | Sverige   | MV  | Anton Miedl-Ohlsson (Återvänder efter lån från IFK Eskilstuna) |
| -  | Sverige   | MF  | Tarik Resic (Återvänder efter lån från Eskilstuna City)        |

| Nr | Land    | Pos | Namn                                                    |
| -- | ------- | --- | ------------------------------------------------------- |
| 20 | Mali    | MF  | Mamadou Kouyaté (till IFK Luleå)                        |
| 16 | Nigeria | A   | Samuel Nnamani (till Jeonnam Dragons)                   |
| 8  | Sverige | MF  | Christian Ljungberg (Klubb ej klar)                     |
| 6  | Sverige | F   | Jesper Björkman (Klubb ej klar)                         |
| 13 | Sverige | MF  | Wilhelm Loeper (Klubb ej klar)                          |
| 9  | Schweiz | A   | Karim Rossi (Klubb ej klar)                             |
| 10 | Sverige | MF  | Ferid Ali (Klubb ej klar)                               |
| 2  | Sverige | F   | Adnan Kojic (Klubb ej klar)                             |
| 14 | England | MF  | Ryan Williams (Klubb ej klar)                           |
| 91 | Syrien  | F   | Gabriel Somi (Klubb ej klar)                            |
| 5  | Sverige | F   | Gustav Jarl (Klubb ej klar)                             |
| 31 | USA     | MV  | Josh Wicks (Klubb ej klar)                              |
| 36 | Sverige | MF  | Mark Gorgos (Klubb ej klar)                             |
| 12 | Sverige | F   | Aiham Ousou (Återvänder efter lån till BK Häcken)       |
| 19 | Mali    | A   | Lassana N'Diaye (Återvänder efter lån till CSKA Moskva) |

| Nr | Land    | Pos | Namn                                                    |
| -- | ------- | --- | ------------------------------------------------------- |
| 20 | Mali    | MF  | Mamadou Kouyaté (till IFK Luleå)                        |
| 16 | Nigeria | A   | Samuel Nnamani (till Jeonnam Dragons)                   |
| 8  | Sverige | MF  | Christian Ljungberg (Klubb ej klar)                     |
| 6  | Sverige | F   | Jesper Björkman (Klubb ej klar)                         |
| 13 | Sverige | MF  | Wilhelm Loeper (Klubb ej klar)                          |
| 9  | Schweiz | A   | Karim Rossi (Klubb ej klar)                             |
| 10 | Sverige | MF  | Ferid Ali (Klubb ej klar)                               |
| 2  | Sverige | F   | Adnan Kojic (Klubb ej klar)                             |
| 14 | England | MF  | Ryan Williams (Klubb ej klar)                           |
| 91 | Syrien  | F   | Gabriel Somi (Klubb ej klar)                            |
| 5  | Sverige | F   | Gustav Jarl (Klubb ej klar)                             |
| 31 | USA     | MV  | Josh Wicks (Klubb ej klar)                              |
| 36 | Sverige | MF  | Mark Gorgos (Klubb ej klar)                             |
| 12 | Sverige | F   | Aiham Ousou (Återvänder efter lån till BK Häcken)       |
| 19 | Mali    | A   | Lassana N'Diaye (Återvänder efter lån till CSKA Moskva) |

#### Sommarövergångar 2021
| Nr | Land | Pos | Namn |
| -- | ---- | --- | ---- |

| Nr | Land | Pos | Namn |
| -- | ---- | --- | ---- |

| Nr | Land | Pos | Namn |
| -- | ---- | --- | ---- |

| Nr | Land | Pos | Namn |
| -- | ---- | --- | ---- |

### Akropolis IF

#### Vinterövergångar 2020/2021
| Nr | Land | Pos | Namn |
| -- | ---- | --- | ---- |

| Nr | Land | Pos | Namn |
| -- | ---- | --- | ---- |

| Nr | Land    | Pos | Namn                                                        |
| -- | ------- | --- | ----------------------------------------------------------- |
| 21 | Sverige | MF  | Adhavan Rajamohan (till Degerfors IF)                       |
| 18 | Sverige | MF  | Nicklas Maripuu (till Degerfors IF)                         |
| 26 | Sverige | F   | Martin Falkeborn (till IF Brommapojkarna)                   |
| 11 | Sverige | A   | Victor Söderström (till Dalkurd FF)                         |
| 17 | Sverige | F   | Mattias Özgun (Återvänder efter lån till IF Elfsborg)       |
| 25 | Sverige | A   | Oscar Pettersson (Återvänder efter lån till Djurgårdens IF) |
| 1  | Sverige | MV  | Samuel Brolin (Återvänder efter lån till AIK)               |

| Nr | Land    | Pos | Namn                                                        |
| -- | ------- | --- | ----------------------------------------------------------- |
| 21 | Sverige | MF  | Adhavan Rajamohan (till Degerfors IF)                       |
| 18 | Sverige | MF  | Nicklas Maripuu (till Degerfors IF)                         |
| 26 | Sverige | F   | Martin Falkeborn (till IF Brommapojkarna)                   |
| 11 | Sverige | A   | Victor Söderström (till Dalkurd FF)                         |
| 17 | Sverige | F   | Mattias Özgun (Återvänder efter lån till IF Elfsborg)       |
| 25 | Sverige | A   | Oscar Pettersson (Återvänder efter lån till Djurgårdens IF) |
| 1  | Sverige | MV  | Samuel Brolin (Återvänder efter lån till AIK)               |

#### Sommarövergångar 2021
| Nr | Land | Pos | Namn |
| -- | ---- | --- | ---- |

| Nr | Land | Pos | Namn |
| -- | ---- | --- | ---- |

| Nr | Land | Pos | Namn |
| -- | ---- | --- | ---- |

| Nr | Land | Pos | Namn |
| -- | ---- | --- | ---- |

### Falkenbergs FF

#### Vinterövergångar 2020/2021
| Nr | Land    | Pos | Namn                                                    |
| -- | ------- | --- | ------------------------------------------------------- |
|    | Sverige | MF  | Elliot Hintsa (från Tvååkers IF)                        |
|    | Sverige | A   | Oliver Hintsa (från Halmstads BK)                       |
|    | Sverige | A   | Adam Bergmark Wiberg (Inlånad från Djurgårdens IF)      |
|    | Sverige | MF  | Samuel Adrian (Inlånad från Malmö FF)                   |
|    | Irak    | MV  | Nadeem Omar (Uppflyttad från U19-laget)                 |
|    | Sverige | MF  | Carl Martinsson (Återvänder efter lån från Tvååkers IF) |

| Nr | Land    | Pos | Namn                                                    |
| -- | ------- | --- | ------------------------------------------------------- |
|    | Sverige | MF  | Elliot Hintsa (från Tvååkers IF)                        |
|    | Sverige | A   | Oliver Hintsa (från Halmstads BK)                       |
|    | Sverige | A   | Adam Bergmark Wiberg (Inlånad från Djurgårdens IF)      |
|    | Sverige | MF  | Samuel Adrian (Inlånad från Malmö FF)                   |
|    | Irak    | MV  | Nadeem Omar (Uppflyttad från U19-laget)                 |
|    | Sverige | MF  | Carl Martinsson (Återvänder efter lån från Tvååkers IF) |

| Nr | Land      | Pos | Namn                                                       |
| -- | --------- | --- | ---------------------------------------------------------- |
| 4  | Sverige   | F   | Carl Johansson (till IFK Göteborg)                         |
| 11 | Nigeria   | A   | John Chibuike (Klubb ej klar)                              |
| 9  | Nigeria   | A   | Nsima Peter (Klubb ej klar)                                |
| 33 | Sverige   | F   | Tibor Joza (Avslutat karriären)                            |
| 13 | Danmark   | MF  | Marcus Mathisen (till IK Sirius)                           |
| 18 | Sverige   | F   | Jacob Ericsson (Klubb ej klar)                             |
| 26 | Frankrike | F   | Grégoire Amiot (Återvänder efter lån till Fortuna Sittard) |
| 29 | Sverige   | A   | Gustaf Nilsson (Återvänder efter lån till BK Häcken)       |

| Nr | Land      | Pos | Namn                                                       |
| -- | --------- | --- | ---------------------------------------------------------- |
| 4  | Sverige   | F   | Carl Johansson (till IFK Göteborg)                         |
| 11 | Nigeria   | A   | John Chibuike (Klubb ej klar)                              |
| 9  | Nigeria   | A   | Nsima Peter (Klubb ej klar)                                |
| 33 | Sverige   | F   | Tibor Joza (Avslutat karriären)                            |
| 13 | Danmark   | MF  | Marcus Mathisen (till IK Sirius)                           |
| 18 | Sverige   | F   | Jacob Ericsson (Klubb ej klar)                             |
| 26 | Frankrike | F   | Grégoire Amiot (Återvänder efter lån till Fortuna Sittard) |
| 29 | Sverige   | A   | Gustaf Nilsson (Återvänder efter lån till BK Häcken)       |

#### Sommarövergångar 2021
| Nr | Land | Pos | Namn |
| -- | ---- | --- | ---- |

| Nr | Land | Pos | Namn |
| -- | ---- | --- | ---- |

| Nr | Land | Pos | Namn |
| -- | ---- | --- | ---- |

| Nr | Land | Pos | Namn |
| -- | ---- | --- | ---- |

### GAIS

#### Vinterövergångar 2020/2021
| Nr | Land    | Pos | Namn                                                     |
| -- | ------- | --- | -------------------------------------------------------- |
|    | Sverige | A   | Daniel Sterner (från Täby FK)                            |
|    | Sverige | MF  | Harun Ibrahim (från Angered BK)                          |
|    | Sverige | F   | Daniel Hultqvist (från Oskarshamns AIK)                  |
|    | Sverige | MF  | Viktor Alexandersson (från Lindome GIF)                  |
|    | Sverige | F   | Johan Andersson (från Djurgårdens IF)                    |
|    | Sverige | MF  | Youssef Fayad (Uppflyttad från U19-laget)                |
|    | Sverige | MF  | Adam Wästlund (Återvänder efter lån från Qviding FIF)    |
|    | Sverige | MF  | Julius Johansson (Återvänder efter lån från Qviding FIF) |

| Nr | Land    | Pos | Namn                                                     |
| -- | ------- | --- | -------------------------------------------------------- |
|    | Sverige | A   | Daniel Sterner (från Täby FK)                            |
|    | Sverige | MF  | Harun Ibrahim (från Angered BK)                          |
|    | Sverige | F   | Daniel Hultqvist (från Oskarshamns AIK)                  |
|    | Sverige | MF  | Viktor Alexandersson (från Lindome GIF)                  |
|    | Sverige | F   | Johan Andersson (från Djurgårdens IF)                    |
|    | Sverige | MF  | Youssef Fayad (Uppflyttad från U19-laget)                |
|    | Sverige | MF  | Adam Wästlund (Återvänder efter lån från Qviding FIF)    |
|    | Sverige | MF  | Julius Johansson (Återvänder efter lån från Qviding FIF) |

| Nr | Land           | Pos | Namn                                                       |
| -- | -------------- | --- | ---------------------------------------------------------- |
| 21 | Sverige        | F   | Emil Wahlström (Klubb ej klar)                             |
| 20 | Nordmakedonien | MF  | Predrag Ranđelović (till Utsiktens BK)                     |
| 9  | Brasilien      | A   | Paulo Marcelo (Klubb ej klar)                              |
| 6  | Sverige        | F   | Carl Nyström (till IF Brommapojkarna)                      |
| 16 | Färöarna       | A   | Meinhard Olsen (Klubb ej klar)                             |
| 8  | Sverige        | MF  | Haris Cirak (Klubb ej klar)                                |
| 25 | Sverige        | F   | Anton Snibb (till IF Karlstad)                             |
| 2  | Sverige        | F   | Charlie Weberg (Återvänder efter lån till Helsingborgs IF) |
| -  | England        | MV  | Harry Wright (Återvänder efter lån till Ipswich Town)      |

| Nr | Land           | Pos | Namn                                                       |
| -- | -------------- | --- | ---------------------------------------------------------- |
| 21 | Sverige        | F   | Emil Wahlström (Klubb ej klar)                             |
| 20 | Nordmakedonien | MF  | Predrag Ranđelović (till Utsiktens BK)                     |
| 9  | Brasilien      | A   | Paulo Marcelo (Klubb ej klar)                              |
| 6  | Sverige        | F   | Carl Nyström (till IF Brommapojkarna)                      |
| 16 | Färöarna       | A   | Meinhard Olsen (Klubb ej klar)                             |
| 8  | Sverige        | MF  | Haris Cirak (Klubb ej klar)                                |
| 25 | Sverige        | F   | Anton Snibb (till IF Karlstad)                             |
| 2  | Sverige        | F   | Charlie Weberg (Återvänder efter lån till Helsingborgs IF) |
| -  | England        | MV  | Harry Wright (Återvänder efter lån till Ipswich Town)      |

#### Sommarövergångar 2021
| Nr | Land | Pos | Namn |
| -- | ---- | --- | ---- |

| Nr | Land | Pos | Namn |
| -- | ---- | --- | ---- |

| Nr | Land | Pos | Namn |
| -- | ---- | --- | ---- |

| Nr | Land | Pos | Namn |
| -- | ---- | --- | ---- |

### GIF Sundsvall

#### Vinterövergångar 2020/2021
| Nr | Land    | Pos | Namn                              |
| -- | ------- | --- | --------------------------------- |
|    | Sverige | MF  | Daniel Stensson (från Dalkurd FF) |
|    | Sverige | MV  | Oscar Jonsson (från IF Karlstad)  |

| Nr | Land    | Pos | Namn                              |
| -- | ------- | --- | --------------------------------- |
|    | Sverige | MF  | Daniel Stensson (från Dalkurd FF) |
|    | Sverige | MV  | Oscar Jonsson (från IF Karlstad)  |

| Nr | Land    | Pos | Namn                                                       |
| -- | ------- | --- | ---------------------------------------------------------- |
| 11 | Sverige | MF  | Tobias Eriksson (Avslutar karriären)                       |
| 15 | England | A   | Jamie Hopcutt (Klubb ej klar)                              |
| 7  | Norge   | MF  | Oliver Berg (till Kalmar FF)                               |
| 1  | England | MV  | Lloyd Saxton (Klubb ej klar)                               |
| -  | Sverige | MV  | Filip Widén (till Stöde IF)                                |
| 6  | Ghana   | MF  | Abdul Halik Hudu (Återvänder efter lån till Hammarby IF)   |
| 16 | Sverige | F   | Johan Andersson (Återvänder efter lån till Djurgårdens IF) |

| Nr | Land    | Pos | Namn                                                       |
| -- | ------- | --- | ---------------------------------------------------------- |
| 11 | Sverige | MF  | Tobias Eriksson (Avslutar karriären)                       |
| 15 | England | A   | Jamie Hopcutt (Klubb ej klar)                              |
| 7  | Norge   | MF  | Oliver Berg (till Kalmar FF)                               |
| 1  | England | MV  | Lloyd Saxton (Klubb ej klar)                               |
| -  | Sverige | MV  | Filip Widén (till Stöde IF)                                |
| 6  | Ghana   | MF  | Abdul Halik Hudu (Återvänder efter lån till Hammarby IF)   |
| 16 | Sverige | F   | Johan Andersson (Återvänder efter lån till Djurgårdens IF) |

#### Sommarövergångar 2021
| Nr | Land | Pos | Namn |
| -- | ---- | --- | ---- |

| Nr | Land | Pos | Namn |
| -- | ---- | --- | ---- |

| Nr | Land | Pos | Namn |
| -- | ---- | --- | ---- |

| Nr | Land | Pos | Namn |
| -- | ---- | --- | ---- |

### Helsingborgs IF

#### Vinterövergångar 2020/2021
| Nr | Land    | Pos | Namn                                               |
| -- | ------- | --- | -------------------------------------------------- |
| -  | Sverige | MF  | Dennis Olsson (från Eskilsminne IF)                |
| -  | Estland | MF  | Vladislav Kreida (Inlånad från Flora Tallinn)      |
| 47 | Sverige | F   | Casper Widell (Uppflyttad från U17-laget)          |
| 21 | Sverige | F   | Charlie Weberg (Återvänder efter lån från GAIS)    |
| 22 | Island  | MF  | Daníel Hafsteinsson (Återvänder efter lån från FH) |

| Nr | Land    | Pos | Namn                                               |
| -- | ------- | --- | -------------------------------------------------- |
| -  | Sverige | MF  | Dennis Olsson (från Eskilsminne IF)                |
| -  | Estland | MF  | Vladislav Kreida (Inlånad från Flora Tallinn)      |
| 47 | Sverige | F   | Casper Widell (Uppflyttad från U17-laget)          |
| 21 | Sverige | F   | Charlie Weberg (Återvänder efter lån från GAIS)    |
| 22 | Island  | MF  | Daníel Hafsteinsson (Återvänder efter lån från FH) |

| Nr | Land    | Pos | Namn                                                              |
| -- | ------- | --- | ----------------------------------------------------------------- |
| 11 | Sverige | F   | Adam Eriksson (Klubb ej klar)                                     |
| 16 | Sverige | F   | Erik Figueroa (Klubb ej klar)                                     |
| 19 | Sverige | MF  | Joseph Ceesay (Klubb ej klar)                                     |
| 14 | Ghana   | MF  | Mohammed Abubakari (Klubb ej klar)                                |
| 22 | Sverige | A   | Shkodran Maholli (Klubb ej klar)                                  |
| 31 | Sverige | MF  | Ludvig Carlius (till Mjällby AIF)                                 |
| -  | Sverige | F   | Carl Thulin (till Lunds BK)                                       |
| 29 | Sverige | A   | Alex Timossi Andersson (Återvänder efter lån till Bayern München) |
| 21 | Gambia  | F   | Kebba Ceesay (Återvänder efter lån till IK Sirius)                |
| 42 | USA     | MF  | Mix Diskerud (Återvänder efter lån till Manchester City)          |

| Nr | Land    | Pos | Namn                                                              |
| -- | ------- | --- | ----------------------------------------------------------------- |
| 11 | Sverige | F   | Adam Eriksson (Klubb ej klar)                                     |
| 16 | Sverige | F   | Erik Figueroa (Klubb ej klar)                                     |
| 19 | Sverige | MF  | Joseph Ceesay (Klubb ej klar)                                     |
| 14 | Ghana   | MF  | Mohammed Abubakari (Klubb ej klar)                                |
| 22 | Sverige | A   | Shkodran Maholli (Klubb ej klar)                                  |
| 31 | Sverige | MF  | Ludvig Carlius (till Mjällby AIF)                                 |
| -  | Sverige | F   | Carl Thulin (till Lunds BK)                                       |
| 29 | Sverige | A   | Alex Timossi Andersson (Återvänder efter lån till Bayern München) |
| 21 | Gambia  | F   | Kebba Ceesay (Återvänder efter lån till IK Sirius)                |
| 42 | USA     | MF  | Mix Diskerud (Återvänder efter lån till Manchester City)          |

#### Sommarövergångar 2021
| Nr | Land | Pos | Namn |
| -- | ---- | --- | ---- |

| Nr | Land | Pos | Namn |
| -- | ---- | --- | ---- |

| Nr | Land | Pos | Namn |
| -- | ---- | --- | ---- |

| Nr | Land | Pos | Namn |
| -- | ---- | --- | ---- |

### IFK Värnamo

#### Vinterövergångar 2020/2021
| Nr | Land    | Pos | Namn                               |
| -- | ------- | --- | ---------------------------------- |
|    | Sverige | MF  | William Kenndal (från Lindome GIF) |
|    | Sverige | F   | Albin Sundgren (från Malmö FF)     |
|    | Sverige | F   | Victor Larsson (från Torns IF)     |

| Nr | Land    | Pos | Namn                               |
| -- | ------- | --- | ---------------------------------- |
|    | Sverige | MF  | William Kenndal (från Lindome GIF) |
|    | Sverige | F   | Albin Sundgren (från Malmö FF)     |
|    | Sverige | F   | Victor Larsson (från Torns IF)     |

| Nr | Land | Pos | Namn |
| -- | ---- | --- | ---- |

| Nr | Land | Pos | Namn |
| -- | ---- | --- | ---- |

#### Sommarövergångar 2021
| Nr | Land | Pos | Namn |
| -- | ---- | --- | ---- |

| Nr | Land | Pos | Namn |
| -- | ---- | --- | ---- |

| Nr | Land | Pos | Namn |
| -- | ---- | --- | ---- |

| Nr | Land | Pos | Namn |
| -- | ---- | --- | ---- |

### IK Brage

#### Vinterövergångar 2020/2021
| Nr | Land    | Pos | Namn                                                       |
| -- | ------- | --- | ---------------------------------------------------------- |
|    | Sverige | A   | Niklas Söderberg (från IF Sylvia)                          |
|    | Sverige | MF  | Karl Johansson (Återvänder efter lån från Kvarnsvedens IK) |

| Nr | Land    | Pos | Namn                                                       |
| -- | ------- | --- | ---------------------------------------------------------- |
|    | Sverige | A   | Niklas Söderberg (från IF Sylvia)                          |
|    | Sverige | MF  | Karl Johansson (Återvänder efter lån från Kvarnsvedens IK) |

| Nr | Land    | Pos | Namn                                          |
| -- | ------- | --- | --------------------------------------------- |
| 14 | Sverige | A   | Jonathan Lundbäck (Klubb ej klar)             |
| 5  | Sverige | F   | Carlos Garcia Ambrosiani (Avslutar karriären) |
| 88 | Sverige | MV  | Peter Rosendal (Klubb ej klar)                |

| Nr | Land    | Pos | Namn                                          |
| -- | ------- | --- | --------------------------------------------- |
| 14 | Sverige | A   | Jonathan Lundbäck (Klubb ej klar)             |
| 5  | Sverige | F   | Carlos Garcia Ambrosiani (Avslutar karriären) |
| 88 | Sverige | MV  | Peter Rosendal (Klubb ej klar)                |

#### Sommarövergångar 2021
| Nr | Land | Pos | Namn |
| -- | ---- | --- | ---- |

| Nr | Land | Pos | Namn |
| -- | ---- | --- | ---- |

| Nr | Land | Pos | Namn |
| -- | ---- | --- | ---- |

| Nr | Land | Pos | Namn |
| -- | ---- | --- | ---- |

### Jönköpings Södra IF

#### Vinterövergångar 2020/2021
| Nr | Land | Pos | Namn |
| -- | ---- | --- | ---- |

| Nr | Land | Pos | Namn |
| -- | ---- | --- | ---- |

| Nr | Land    | Pos | Namn                                                     |
| -- | ------- | --- | -------------------------------------------------------- |
| 19 | Sverige | A   | Amar Muhsin (Klubb ej klar)                              |
| 24 | Irak    | MF  | Amir Al-Ammari (Klubb ej klar)                           |
| 6  | Sverige | F   | Philip Wiström (Klubb ej klar)                           |
| 23 | Sverige | MV  | Anton Cajtoft (Klubb ej klar)                            |
| 9  | Sverige | MF  | Dzenis Kozica (Återvänder efter lån till Djurgårdens IF) |
| 3  | Sverige | F   | Pavle Vagic (Återvänder efter lån till Malmö FF)         |

| Nr | Land    | Pos | Namn                                                     |
| -- | ------- | --- | -------------------------------------------------------- |
| 19 | Sverige | A   | Amar Muhsin (Klubb ej klar)                              |
| 24 | Irak    | MF  | Amir Al-Ammari (Klubb ej klar)                           |
| 6  | Sverige | F   | Philip Wiström (Klubb ej klar)                           |
| 23 | Sverige | MV  | Anton Cajtoft (Klubb ej klar)                            |
| 9  | Sverige | MF  | Dzenis Kozica (Återvänder efter lån till Djurgårdens IF) |
| 3  | Sverige | F   | Pavle Vagic (Återvänder efter lån till Malmö FF)         |

#### Sommarövergångar 2021
| Nr | Land | Pos | Namn |
| -- | ---- | --- | ---- |

| Nr | Land | Pos | Namn |
| -- | ---- | --- | ---- |

| Nr | Land | Pos | Namn |
| -- | ---- | --- | ---- |

| Nr | Land | Pos | Namn |
| -- | ---- | --- | ---- |

### Landskrona BoIS

#### Vinterövergångar 2020/2021
| Nr | Land    | Pos | Namn                                               |
| -- | ------- | --- | -------------------------------------------------- |
|    | Sverige | MF  | Filip Ottosson (från Eskilsminne IF)               |
|    | Sverige | MV  | Svante Hildeman (från Torns IF)                    |
|    | Sverige | F   | Alec Brandt Erlandsson (Uppflyttad från U19-laget) |

| Nr | Land    | Pos | Namn                                               |
| -- | ------- | --- | -------------------------------------------------- |
|    | Sverige | MF  | Filip Ottosson (från Eskilsminne IF)               |
|    | Sverige | MV  | Svante Hildeman (från Torns IF)                    |
|    | Sverige | F   | Alec Brandt Erlandsson (Uppflyttad från U19-laget) |

| Nr | Land    | Pos | Namn                                                         |
| -- | ------- | --- | ------------------------------------------------------------ |
| 13 | Sverige | F   | Patrick Nwadike (till IK Sirius)                             |
| 29 | Sverige | MV  | Carl Lindell (Klubb ej klar)                                 |
| 44 | Sverige | MF  | William Kvist (Klubb ej klar)                                |
| 30 | Sverige | MV  | Philip Mårtensson (Återvänder efter lån till Trelleborgs FF) |

| Nr | Land    | Pos | Namn                                                         |
| -- | ------- | --- | ------------------------------------------------------------ |
| 13 | Sverige | F   | Patrick Nwadike (till IK Sirius)                             |
| 29 | Sverige | MV  | Carl Lindell (Klubb ej klar)                                 |
| 44 | Sverige | MF  | William Kvist (Klubb ej klar)                                |
| 30 | Sverige | MV  | Philip Mårtensson (Återvänder efter lån till Trelleborgs FF) |

#### Sommarövergångar 2021
| Nr | Land | Pos | Namn |
| -- | ---- | --- | ---- |

| Nr | Land | Pos | Namn |
| -- | ---- | --- | ---- |

| Nr | Land | Pos | Namn |
| -- | ---- | --- | ---- |

| Nr | Land | Pos | Namn |
| -- | ---- | --- | ---- |

### Norrby IF

#### Vinterövergångar 2020/2021
| Nr | Land    | Pos | Namn                                                  |
| -- | ------- | --- | ----------------------------------------------------- |
|    | Sverige | MF  | Dino Cavalic (Uppflyttad från U19-laget)              |
|    | Sverige | F   | Kevin Mistry (Återvänder efter lån från Dalstorps IF) |

| Nr | Land    | Pos | Namn                                                  |
| -- | ------- | --- | ----------------------------------------------------- |
|    | Sverige | MF  | Dino Cavalic (Uppflyttad från U19-laget)              |
|    | Sverige | F   | Kevin Mistry (Återvänder efter lån från Dalstorps IF) |

| Nr | Land    | Pos | Namn                                               |
| -- | ------- | --- | -------------------------------------------------- |
| 19 | Nigeria | MF  | Edafe Egbedi (Klubb ej klar)                       |
| 31 | Sverige | MV  | Tim Svensson Lillvik (till Tvååkers IF)            |
| 1  | Sverige | MV  | Mergim Krasniqi (till Örebro SK)                   |
| 12 | Sverige | MF  | Adil Titi (Återvänder efter lån till IFK Göteborg) |

| Nr | Land    | Pos | Namn                                               |
| -- | ------- | --- | -------------------------------------------------- |
| 19 | Nigeria | MF  | Edafe Egbedi (Klubb ej klar)                       |
| 31 | Sverige | MV  | Tim Svensson Lillvik (till Tvååkers IF)            |
| 1  | Sverige | MV  | Mergim Krasniqi (till Örebro SK)                   |
| 12 | Sverige | MF  | Adil Titi (Återvänder efter lån till IFK Göteborg) |

#### Sommarövergångar 2021
| Nr | Land | Pos | Namn |
| -- | ---- | --- | ---- |

| Nr | Land | Pos | Namn |
| -- | ---- | --- | ---- |

| Nr | Land | Pos | Namn |
| -- | ---- | --- | ---- |

| Nr | Land | Pos | Namn |
| -- | ---- | --- | ---- |

### Trelleborgs FF

#### Vinterövergångar 2020/2021
| Nr | Land    | Pos | Namn                                                           |
| -- | ------- | --- | -------------------------------------------------------------- |
| 9  | Sverige | A   | André Reinholdsson (Återvänder efter lån från Oskarshamns AIK) |

| Nr | Land    | Pos | Namn                                                           |
| -- | ------- | --- | -------------------------------------------------------------- |
| 9  | Sverige | A   | André Reinholdsson (Återvänder efter lån från Oskarshamns AIK) |

| Nr | Land    | Pos | Namn                                                  |
| -- | ------- | --- | ----------------------------------------------------- |
| 6  | Sverige | A   | Salif Camara Jönsson (Avslutat karriären)             |
| 25 | Sverige | MF  | Jacob Christiansen (Klubb ej klar)                    |
| 30 | Sverige | MV  | Philip Mårtensson (till Varbergs BoIS FC)             |
| 1  | Danmark | MV  | Andreas Larsen (Klubb ej klar)                        |
| 22 | Sverige | A   | Carl Björk (Återvänder efter lån till IFK Norrköping) |

| Nr | Land    | Pos | Namn                                                  |
| -- | ------- | --- | ----------------------------------------------------- |
| 6  | Sverige | A   | Salif Camara Jönsson (Avslutat karriären)             |
| 25 | Sverige | MF  | Jacob Christiansen (Klubb ej klar)                    |
| 30 | Sverige | MV  | Philip Mårtensson (till Varbergs BoIS FC)             |
| 1  | Danmark | MV  | Andreas Larsen (Klubb ej klar)                        |
| 22 | Sverige | A   | Carl Björk (Återvänder efter lån till IFK Norrköping) |

#### Sommarövergångar 2021
| Nr | Land | Pos | Namn |
| -- | ---- | --- | ---- |

| Nr | Land | Pos | Namn |
| -- | ---- | --- | ---- |

| Nr | Land | Pos | Namn |
| -- | ---- | --- | ---- |

| Nr | Land | Pos | Namn |
| -- | ---- | --- | ---- |

### Vasalunds IF

#### Vinterövergångar 2020/2021
| Nr | Land    | Pos | Namn                                                      |
| -- | ------- | --- | --------------------------------------------------------- |
|    | Sverige | MF  | Daniel Söderberg (från Sollentuna FK)                     |
| -  | Sverige | MF  | Alexander Andue (Återvänder efter lån från IFK Stocksund) |
| -  | Guinea  | MF  | Moussa Traoré (Återvänder efter lån från Västerås SK)     |

| Nr | Land    | Pos | Namn                                                      |
| -- | ------- | --- | --------------------------------------------------------- |
|    | Sverige | MF  | Daniel Söderberg (från Sollentuna FK)                     |
| -  | Sverige | MF  | Alexander Andue (Återvänder efter lån från IFK Stocksund) |
| -  | Guinea  | MF  | Moussa Traoré (Återvänder efter lån från Västerås SK)     |

| Nr | Land      | Pos | Namn                                              |
| -- | --------- | --- | ------------------------------------------------- |
| 10 | Sverige   | A   | Ekin Bulut (till IK Sirius)                       |
| 14 | Sverige   | F   | Isak Hien (till Djurgårdens IF)                   |
| 19 | Brasilien | F   | Fabio Sousa (Återvänder efter lån till Örebro SK) |

| Nr | Land      | Pos | Namn                                              |
| -- | --------- | --- | ------------------------------------------------- |
| 10 | Sverige   | A   | Ekin Bulut (till IK Sirius)                       |
| 14 | Sverige   | F   | Isak Hien (till Djurgårdens IF)                   |
| 19 | Brasilien | F   | Fabio Sousa (Återvänder efter lån till Örebro SK) |

#### Sommarövergångar 2021
| Nr | Land | Pos | Namn |
| -- | ---- | --- | ---- |

| Nr | Land | Pos | Namn |
| -- | ---- | --- | ---- |

| Nr | Land | Pos | Namn |
| -- | ---- | --- | ---- |

| Nr | Land | Pos | Namn |
| -- | ---- | --- | ---- |

### Västerås SK

#### Vinterövergångar 2020/2021
| Nr | Land    | Pos | Namn                                    |
| -- | ------- | --- | --------------------------------------- |
|    | Sverige | F   | Gustaf Lagerbielke (från Sollentuna FK) |
|    | Sverige | F   | Samuel Sörman (från Skövde AIK)         |
|    | Sverige | MF  | Amer Ibrahimovic (från Skövde AIK)      |
|    | Sverige | MF  | Olle Edlund (från IK Frej)              |

| Nr | Land    | Pos | Namn                                    |
| -- | ------- | --- | --------------------------------------- |
|    | Sverige | F   | Gustaf Lagerbielke (från Sollentuna FK) |
|    | Sverige | F   | Samuel Sörman (från Skövde AIK)         |
|    | Sverige | MF  | Amer Ibrahimovic (från Skövde AIK)      |
|    | Sverige | MF  | Olle Edlund (från IK Frej)              |

| Nr | Land    | Pos | Namn                                                   |
| -- | ------- | --- | ------------------------------------------------------ |
| 2  | Sverige | F   | Jesper Florén (Klubb ej klar)                          |
| 10 | Sverige | A   | Karwan Safari (Klubb ej klar)                          |
| 15 | Sverige | F   | Calle Svensson (till IFK Mariehamn)                    |
| 16 | Sverige | F   | Michael Jahn (till Karlbergs BK)                       |
| 26 | Sverige | F   | Pontus Fredriksson (till Oskarshamns AIK)              |
| 18 | Guinea  | MF  | Moussa Traoré (Återvänder efter lån till Vasalunds IF) |

| Nr | Land    | Pos | Namn                                                   |
| -- | ------- | --- | ------------------------------------------------------ |
| 2  | Sverige | F   | Jesper Florén (Klubb ej klar)                          |
| 10 | Sverige | A   | Karwan Safari (Klubb ej klar)                          |
| 15 | Sverige | F   | Calle Svensson (till IFK Mariehamn)                    |
| 16 | Sverige | F   | Michael Jahn (till Karlbergs BK)                       |
| 26 | Sverige | F   | Pontus Fredriksson (till Oskarshamns AIK)              |
| 18 | Guinea  | MF  | Moussa Traoré (Återvänder efter lån till Vasalunds IF) |

#### Sommarövergångar 2021
| Nr | Land | Pos | Namn |
| -- | ---- | --- | ---- |

| Nr | Land | Pos | Namn |
| -- | ---- | --- | ---- |

| Nr | Land | Pos | Namn |
| -- | ---- | --- | ---- |

| Nr | Land | Pos | Namn |
| -- | ---- | --- | ---- |

### Örgryte IS

#### Vinterövergångar 2020/2021
| Nr | Land    | Pos | Namn                                 |
| -- | ------- | --- | ------------------------------------ |
| -  | Sverige | MV  | Robin Wallinder (från Ljungskile SK) |

| Nr | Land    | Pos | Namn                                 |
| -- | ------- | --- | ------------------------------------ |
| -  | Sverige | MV  | Robin Wallinder (från Ljungskile SK) |

| Nr | Land    | Pos | Namn                                                            |
| -- | ------- | --- | --------------------------------------------------------------- |
| 3  | Sverige | F   | Karl-Johan Lindblad (Klubb ej klar)                             |
| 10 | Sverige | A   | Fredrik Zanjanchi (Klubb ej klar)                               |
| 29 | Sverige | F   | Danny Ervik (Klubb ej klar)                                     |
| 16 | Sverige | MF  | Otto Peterson (till Lindome GIF)                                |
| 11 | Sverige | A   | Adam Bergmark Wiberg (Återvänder efter lån till Djurgårdens IF) |
| 23 | Sverige | F   | Arvid Brorsson (Återvänder efter lån till Örebro SK)            |
| 22 | Gambia  | MF  | Bubacarr Jobe (Återvänder efter lån till Mjällby AIF)           |
| 12 | Sverige | MV  | David Olsson (Återvänder efter lån till IF Elfsborg)            |
| 9  | Sverige | A   | Marokhy Ndione (Återvänder efter lån till IF Elfsborg)          |

| Nr | Land    | Pos | Namn                                                            |
| -- | ------- | --- | --------------------------------------------------------------- |
| 3  | Sverige | F   | Karl-Johan Lindblad (Klubb ej klar)                             |
| 10 | Sverige | A   | Fredrik Zanjanchi (Klubb ej klar)                               |
| 29 | Sverige | F   | Danny Ervik (Klubb ej klar)                                     |
| 16 | Sverige | MF  | Otto Peterson (till Lindome GIF)                                |
| 11 | Sverige | A   | Adam Bergmark Wiberg (Återvänder efter lån till Djurgårdens IF) |
| 23 | Sverige | F   | Arvid Brorsson (Återvänder efter lån till Örebro SK)            |
| 22 | Gambia  | MF  | Bubacarr Jobe (Återvänder efter lån till Mjällby AIF)           |
| 12 | Sverige | MV  | David Olsson (Återvänder efter lån till IF Elfsborg)            |
| 9  | Sverige | A   | Marokhy Ndione (Återvänder efter lån till IF Elfsborg)          |

#### Sommarövergångar 2021
| Nr | Land | Pos | Namn |
| -- | ---- | --- | ---- |

| Nr | Land | Pos | Namn |
| -- | ---- | --- | ---- |

| Nr | Land | Pos | Namn |
| -- | ---- | --- | ---- |

| Nr | Land | Pos | Namn |
| -- | ---- | --- | ---- |

### Östers IF

#### Vinterövergångar 2020/2021
| Nr | Land    | Pos | Namn                                                   |
| -- | ------- | --- | ------------------------------------------------------ |
|    | Sverige | MF  | Emil Engqvist (från Sandvikens IF)                     |
|    | Sverige | A   | Teo Brenner Toris (från Täby FK)                       |
|    | Finland | F   | Tatu Varmanen (från TPS Åbo)                           |
|    | Sverige | A   | Jesper Westermark (från Ljungskile SK)                 |
|    | Island  | MF  | Alex Thór Hauksson (från Stjarnan)                     |
|    | Sverige | F   | John Stenberg (från Dalkurd FF)                        |
|    | Sverige | MF  | Benjamin Tannus (Återvänder efter lån från Motala AIF) |

| Nr | Land    | Pos | Namn                                                   |
| -- | ------- | --- | ------------------------------------------------------ |
|    | Sverige | MF  | Emil Engqvist (från Sandvikens IF)                     |
|    | Sverige | A   | Teo Brenner Toris (från Täby FK)                       |
|    | Finland | F   | Tatu Varmanen (från TPS Åbo)                           |
|    | Sverige | A   | Jesper Westermark (från Ljungskile SK)                 |
|    | Island  | MF  | Alex Thór Hauksson (från Stjarnan)                     |
|    | Sverige | F   | John Stenberg (från Dalkurd FF)                        |
|    | Sverige | MF  | Benjamin Tannus (Återvänder efter lån från Motala AIF) |

| Nr | Land    | Pos | Namn                                 |
| -- | ------- | --- | ------------------------------------ |
| 5  | Sverige | F   | Stefan Karlsson (Avslutar karriären) |
| 24 | Sverige | MF  | Johan Persson (Avslutar karriären)   |

| Nr | Land    | Pos | Namn                                 |
| -- | ------- | --- | ------------------------------------ |
| 5  | Sverige | F   | Stefan Karlsson (Avslutar karriären) |
| 24 | Sverige | MF  | Johan Persson (Avslutar karriären)   |

#### Sommarövergångar 2021
| Nr | Land | Pos | Namn |
| -- | ---- | --- | ---- |

| Nr | Land | Pos | Namn |
| -- | ---- | --- | ---- |

| Nr | Land | Pos | Namn |
| -- | ---- | --- | ---- |

| Nr | Land | Pos | Namn |
| -- | ---- | --- | ---- |

## Superettan
Se Lista över fotbollsövergångar i Allsvenskan 2021. 